# 멀티탭

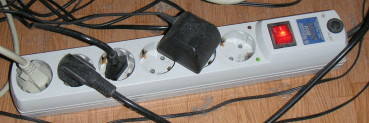
서지와 노이즈 방지기가 같이 붙어 있는 멀티탭

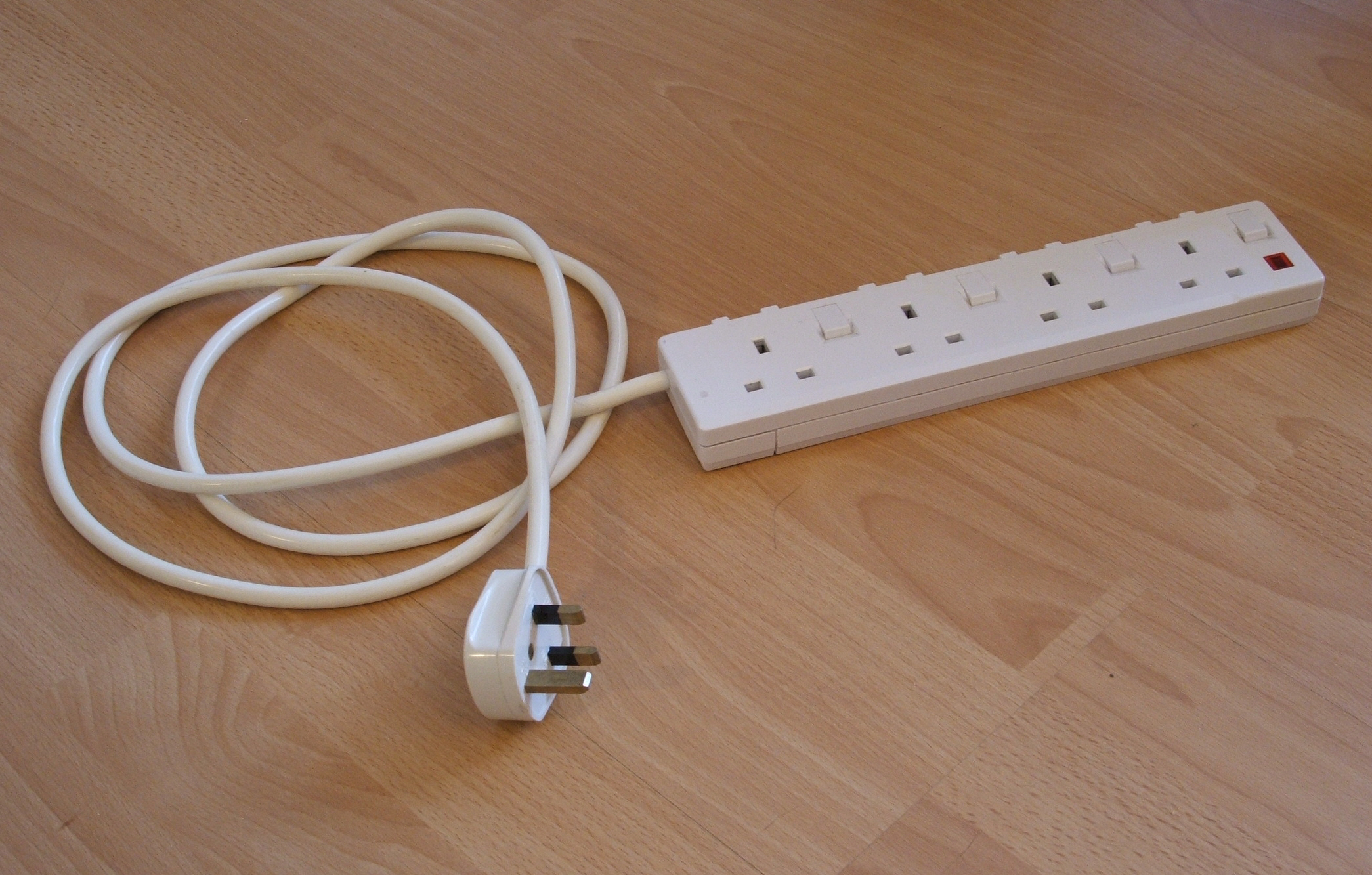
홍콩, 마카오, 말레이시아, 싱가포르, 브루나이, 몰디브,영국, 아일랜드,카타르,아랍 에미리트,쿠웨이트,바레인,몰타,키프로스의 멀티탭

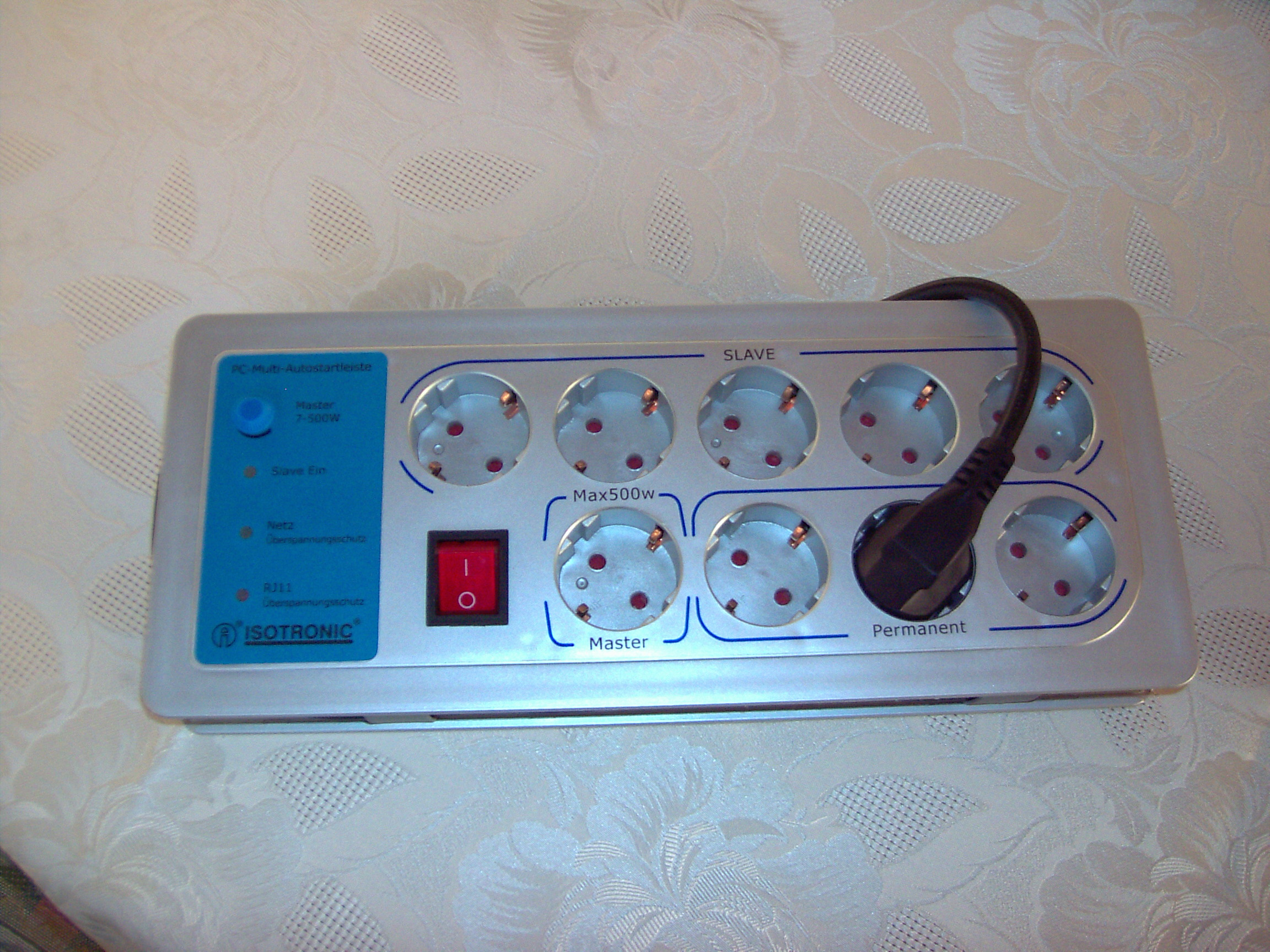
독일을 포함한 대부분의 유럽국가와 터키,우크라이나.러시아,독립국가연합,한국,몽골의 콘센트

멀티탭(power strip), 또는 모둠꽂이, 모둠전원꽂이은 전기 플러그 여러 개를 한 번에 꽂아 쓸 수 있게 만든 이동식 콘센트다. 벽면에 붙어 있거나 거리가 먼 콘센트 하나에 연결해서 전기 플러그 여러 개를 쓸 수 있도록 만든 전기 기구다. 보통 플러그 끝에 여러 개의 콘센트가 있고, 그 위에 스위치가 붙어 있다. 접지와 노이즈 방지 장치가 같이 붙어 있는 경우가 많다.

## 용어
국립국어원에서는 멀티탭을 모둠꽂이로 순화하여 쓴다. 한국산업표준(KS C IEC 60884-1) 에서는 멀티 이동형 콘센트라고 한다. 영어권에서는 파워 스트립(영어: power strip)으로 부른다.

## 과부하 보호
멀티탭의 소켓 콘센트, 플러그 및 리드의 전류 정격이 해당 회로에 전원을 공급하는 회로 차단기의 정격과 동일한 경우 기존 회로 차단기가 필요한 보호 기능을 제공하므로 멀티탭에 대한 추가 과부하 보호가 필요하지 않다. 그러나 소켓 콘센트(따라서 멀티탭의 플러그 및 리드)의 정격이 해당 회로에 전원을 공급하는 회로 차단기의 정격보다 낮은 경우 멀티탭 및 해당 공급 케이블에 대한 과부하 보호가 필요하다.
영국에서는 표준 BS 1363 플러그 및 소켓의 정격이 13A이지만 최대 32A의 회로 차단기로 보호되는 회로에 제공된다. 그러나 영국 소비자 보호법에서는 플러그인 가정용 전기 제품에 플러그를 제공해야 한다. BS 1363(13A 이하 정격의 퓨즈 포함). 따라서 영국 및 BS 1363 플러그를 사용하는 기타 국가에서는 이 퓨즈 플러그가 모든 전원 스트립에 대한 과부하 보호 기능을 제공한다. 멀티탭에 과부하가 걸려 퓨즈가 작동하는 경우 퓨즈를 교체해야 한다.
호주와 뉴질랜드의 표준 소켓 콘센트 정격은 10A이지만 이러한 콘센트는 일반적으로 16A 또는 20A 용량의 회로 차단기로 보호되는 회로에 제공된다. 또한 호주/뉴질랜드 10A 플러그를 최대 32A 정격의 소켓 콘센트에 삽입할 수 있다. 따라서 호주와 뉴질랜드에서 판매되는 3개 이상의 10A 소켓 콘센트가 있는 모든 전원 스트립에는 과부하 보호 기능이 있어야 한다. 소비된 총 전류가 10A를 초과하면 내장된 회로 차단기가 작동하여 연결된 모든 장치를 분리한다. 이러한 멀티탭에는 과부하로 인해 스트립이 작동된 후 서비스를 재개하는 데 사용되는 회로 차단기용 리셋 버튼이 있다.
일부 멀티탭에서는 빨간색 불이 켜진 로커 스위치가 실제로 작동 시 꺼지는 열 회로 차단기를 제어한다. 스위치를 다시 켜면 리셋이 완료된다.

## 역사
멀티탭과 동일 목적의 용품들은 적어도 20세기 초에 존재하였다. 그러나 이것들은 보통 현대의 것과 같은 긴 스트립 형태는 아니었다. 멀티탭의 예시는 미국 특허 시스템에 존재하며 이는 1929년 칼 M. 피터슨의 "테이블 탭"(Table Tap)으로 거슬러 올라간다. 다른 초기 예시로는 1950년 얼라이드 일렉트릭 프로덕츠가 만든 것이 있다.

## 같이 보기
- 콘센트
- 연장선
- 대기전력